# Алексий (Муляр)
Епископ Алексий (в миру Александр Петрович Муляр; род. 4 ноября 1976, Луцк) — архиерей Русской православной церкви, епископ Саянский и Нижнеудинский (с 2013).

## Биография
Родился 4 ноября 1976 года в Луцке в семье священнослужителя. С детства прислуживал в храме, помогая отцу — соборному клирику. Нёс послушание иподиакона у архиепископов Варлаама (Ильющенко) и Варфоломея (Ващука).
В 1994 года окончил среднюю школу в Луцке. В 1994—1998 годы обучался в Московской духовной семинарии.
В 1998 году епископом Верейским Евгением (Решетниковым) был поставлен во чтеца.
В 1998 году поступил на очное отделение Киевской духовной академии, которую окончил в 2002 годы по первому разряду, защитив дипломную работу «Распространение христианства в Европе, Африке и Азии в I—III вв.».
В 2002—2004 годы нёс певческое и иподиаконское послушание в Киеве.
В 2004 годы поступил в Ипатьевский монастырь Костромы, где нёс послушание казначея.
2 апреля 2005 году, по благословению архиепископа Костромского и Галичского Александра (Могилёва), наместником Ипатьевского монастыря архимандритом Иоанном (Павлихиным) был пострижен в малую схиму с именем Алексий, в честь святителя Алексия Московского.
10 апреля 2005 году архиепископом Александром рукоположён в сан иеродиакона, а 12 апреля 2005 — во иеромонаха.
В 2010 году по представлению архиепископа Александра возведён в сан игумена.
19 октября 2011 году перешёл в клир Магаданской епархии, правящим архиереем которой незадолго до этого поставлен Иоанн (Павлихин).
6 ноября 2011 года назначен настоятелем Троицкого кафедрального собора Магадана и казначеем епархии.
26 января 2012 включён в епархиальный совет Магаданской епархии.

### Архиерейство
2 октября 2013 года решением Священного синода Русской православной церкви избран епископом Саянским и Нижнеудинским.
6 октября 2013 года в Свято-Троицком кафедральном соборе Магадана епископом Магаданским и Синегорским Иоанном (Павлихиным) возведён в сан архимандрита.
1 ноября 2013 в крестовом храме в честь Владимирской иконы Божией Матери в Патриаршей резиденции в Чистом переулке совершён чин наречения, который возглавил Патриарх Московский и всея Руси Кирилл.
2 декабря 2013 года в Храме Христа Спасителя Москвы состоялась его епископская хиротония, которую совершили Патриарх  Кирилл, митрополит Саранский и Мордовский Варсонофий (Судаков), митрополит Тверской и Кашинский Виктор (Олейник), митрополит Овручский и Коростенский Виссарион (Стретович), митрополит Вышгородский и Чернобыльский Павел (Лебедь), архиепископ Истринский Арсений (Епифанов), архиепископ Вологодский и Великоустюжский Максимилиан (Лазаренко), архиепископ Сергиево-Посадский Феогност (Гузиков), епископ Серафим (Зализницкий), епископ Красногорский Иринарх (Грезин), епископ Дмитровский Феофилакт (Моисеев), епископ Моравичский Антоний (Пантелич) (Сербская православная церковь), епископ Макеевский Варнава (Филатов), епископ Солнечногорский Сергий (Чашин), епископ Ровеньковский и Свердловский Пантелеимон (Поворознюк), епископ Орехово-Зуевский Пантелеимон (Шатов), епископ Воскресенский Савва (Михеев), епископ Магаданский и Синегорский Иоанн (Павлихин), епископ Братский и Усть-Илимский Максимилиан (Клюев). 14 декабря прибыл в свою епархию.

## Награды
Церковные:
- 2013 г. — орден Украинской Православной Церкви прп. Феодосия Черниговского (13 апреля 2013)[7];
- 2014 г. — Патриарший знак «700-летие прп. Сергия Радонежского»;
- 2017 г. — медаль «В память 100-летия восстановления Патриаршества в Русской Церкви».